# Uvaria cinerascens
Uvaria cinerascens är en kirimojaväxtart som först beskrevs av Friedrich Anton Wilhelm Miquel, och fick sitt nu gällande namn av L. L. Zhou, Y. C. F. Su och Richard M.K. Saunders. Uvaria cinerascens ingår i släktet Uvaria och familjen kirimojaväxter. Inga underarter finns listade i Catalogue of Life.